# استافورد (انگلستان)
latitudeاستافورد (انگلستان)longitudeاستافورد (انگلستان)
استافورد، انگلستان (به انگلیسی: Stafford) شهری در منطقهٔ لندن کشور انگلستان است که این کشور خود بخشی از بریتانیا محسوب می‌شود. این شهر در سال ۱۹۹۱ میلادی ۶۱٫۸۸۵ نفر جمعیت داشته و در سرشماری سال ۲۰۰۱ جمعیت آن به ۶۳٫۶۸۱ نفر رسیده‌است. میزان رشد سالانهٔ جمعیت استافورد، انگلستان ‎-۰٫۰۱ درصد می‌باشد و جمعیت این شهر در سال ۲۰۱۲ به ۶۳٫۵۷۹ نفر تغییر یافت.